# Hailutu
Hailutu (kinesiska: 海鲁吐, 海鲁吐镇) är en köping i Kina. Den ligger i den autonoma regionen Inre Mongoliet, i den norra delen av landet, omkring 990 kilometer öster om regionhuvudstaden Hohhot. Antalet invånare är 21360. Befolkningen består av 10 197 kvinnor och 11 163 män. Barn under 15 år utgör 18,0 %, vuxna 15-64 år 76 %, och äldre över 65 år 5,0 %.
Genomsnittlig årsnederbörd är 793 millimeter. Den regnigaste månaden är juli, med i genomsnitt 172 mm nederbörd, och den torraste är januari, med 7 mm nederbörd.